# Ed Rendell
Edward Gene Rendell (New York, 5 januari 1944) is een Amerikaans advocaat en politicus. Tussen 2003 en 2011 was hij gouverneur van Pennsylvania.

## Biografie
Ed Rendell werd in New York geboren in een gezin met Joodse ouders. Zijn grootouders waren immigranten afkomstig uit Rusland. Hij studeerde af op de universiteit van Pennsylvania en behaalde zijn Juris Doctor op de Villanova University School of Law. Tussen 1968 en 1974 diende hij als tweede luitenant bij de Amerikaanse reservisten. In 1977 werd hij tot officier van justitie verkozen in Philadelphia. Vanuit deze functie zat hij in 1982 proces voor tegen Mumia Abu-Jamal.
In 1987 ondernam hij een eerste poging om burgemeester van Philadelphia te worden, maar verloor van de zittende burgemeester Wilson Goode. Vier jaar later ondernam hij alsnog een poging. Zijn aanvankelijke tegenstander, voormalig burgemeester Frank Rizzo, overleed echter tijdens de campagne en vervolgens wist hij diens vervanger in de verkiezingen te verslaan. Bij zijn aanstelling erfde Rendell een grote schuld en gedurende zijn bewind als burgemeester was hij instaat om de financiën weer op orde te krijgen. Na twee termijnen als burgemeester werd hij in 2000 opgevolgd door John F. Street.
Twee jaar na zijn burgemeesterschap gaf hij aan dat hij zich verkiesbaar stelde voor het gouverneurschap van de staat Pennsylvania zonder dat hij daar bij gesteund werd door de Democratische Partij in de staat deze steunde Bobby Casey Jr., zoon van voormalig gouverneur Robert P. Casey. Rendell won uiteindelijk de Democratische nominatie door slechts te winnen in tien county's. In de uiteindelijke verkiezing om het gouverneurschap versloeg hij Mike Fisher met 53% van de stemmen. Vier jaar later won hij zijn herverkiezing van Lynn Swann. In 2010 werd hij opgevolgd door Tom Corbett en keerde Rendell terug in het juridische wereldje.

## Persoonlijk
Ed Rendell was tussen 1971 en 2016 gehuwd met rechter Marjorie Rendell en zij hebben één zoon.
- Gemeinsame Normdatei: 1176205544
- International Standard Name Identifier: 0000 0000 4805 0550
- Library of Congress Control Number: nr92044893
- SNAC: w6j988nr
- Système universitaire de documentation: 265233658
- Virtual International Authority File: 12175290
- WorldCat: E39PBJhd4HP9DFt6mGfV7qFR8C